# 哥士耆

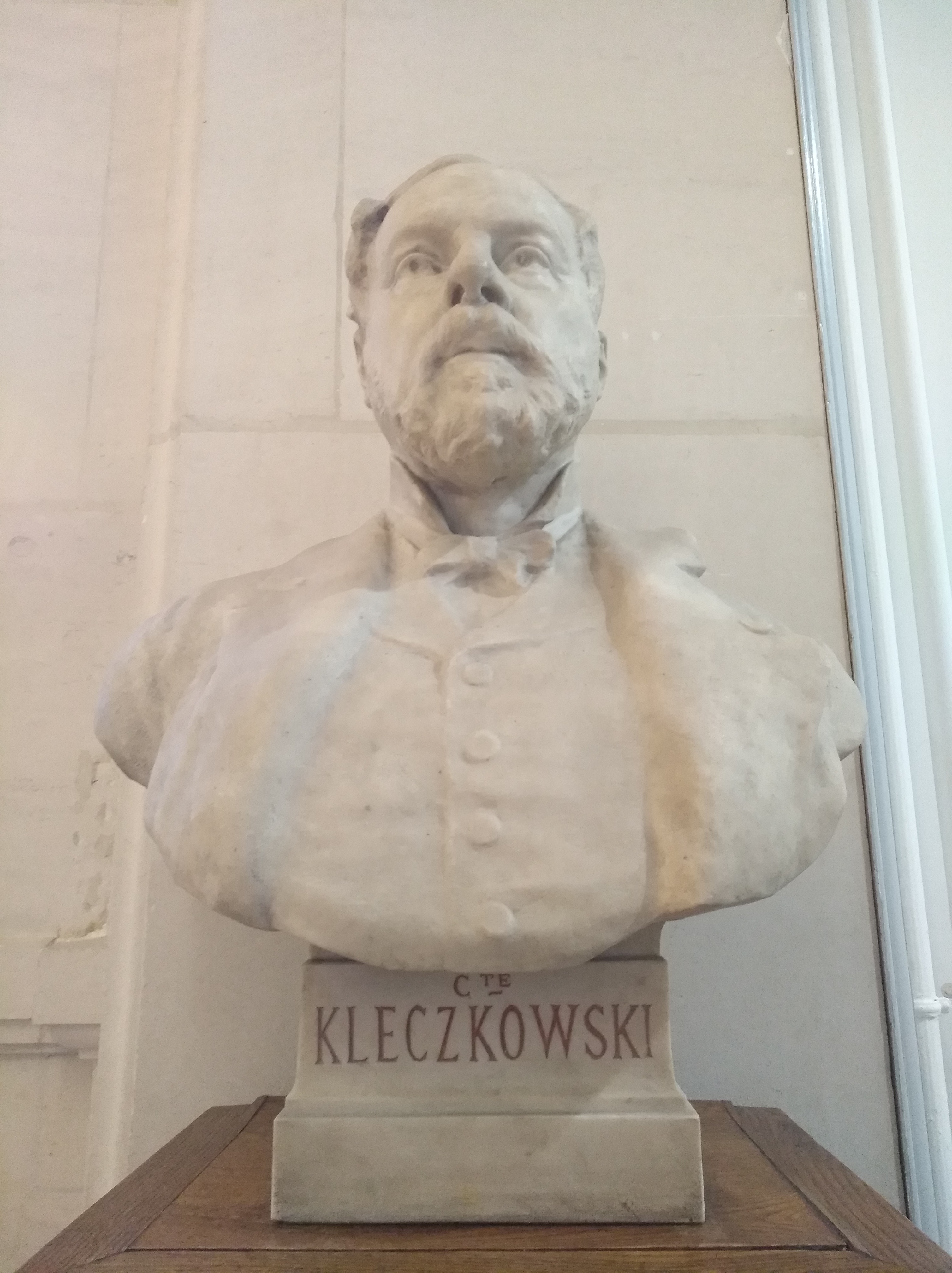
哥士耆半身像

哥士耆（Michał Kleczkowski， 1818年2月27日—1886年3月26日） 是一位波蘭裔法國外交官和汉学家。
他生于現今波蘭的奧斯特羅文卡縣 。1840年，他前往法国，并于1842年开始在国立东方语言文明学院学习汉语 。 1847年毕业后，他前往中国擔任翻譯。
1861年至1863年间，他是法国政府驻北京代办。在此期间，他促成清朝和葡萄牙之间簽署贸易条约 。
1871年至1883年期間，他是國立東方語言文明學院的汉语教授。他住在巴黎伽利略路，最終在巴黎去世。

## 個人生活
他与美国人尤菲米娅·都铎 (Euphemia Tudor) 结婚，两人育有四个孩子。
哥士耆是齐普里安·诺尔维德的表亲，哥士耆曾資助齐普里安·诺尔维德，齐普里安·诺尔维德的一些生活费用就來自哥士耆。

## 來源
1. 1 2 3 4  Zemanek 2021.
2. ↑  ,Lewental Salomon (Red. i wyd.),「Kłosy: czasopismo ilustrowane, tygodniowe, poświęcone literaturze, nauce i sztuce」